# Юркевичи (деревня)
Юркевичи (бел. Юркевічы) — деревня, центр Юркевичского сельсовета Житковичского района Гомельской области Белоруссии.

## География

### Расположение
В 28 км на северо-запад от районного центра и железнодорожной станции Житковичи (на линии Лунинец — Калинковичи), 251 км от Гомеля.

## Гидрография
На востоке водоём рыбхоза.

## Транспортная сеть
Транспортные связи по просёлочной, затем автомобильной дороге Лунинец — Калинковичи. Планировка состоит из длинной криволинейной улицы меридиональной ориентации, к которой с востока присоединяются 2 переулка, с запада — 3 короткие улицы. Застройка двусторонняя, преимущественно деревянная, усадебного типа.

## История
Согласно письменным источникам известна с XVIII века как деревня в Ленинской волости Мозырского уезда Минского воеводства Великого княжества Литовского. Согласно инвентаря 1742 года 11 дымов, 9 коней, 30 волов, трактир. В инвентарях 1747, 1776 и 1789 годов упомянута как частнособственнический фольварк.
После 2-го раздела Речи Посполитой (1793 год) в составе Российской империи. Согласно ревизским материалам 1816 года владение Кеневичей. В 1850 году центр одноимённого поместья. В 1879 году упоминается в числе селений Ленинского церковного прихода. Согласно переписи 1897 года находились хлебозапасный магазин, трактир. В 1917 году действовала земская школа, которая размещалась в наёмном доме.
С 20 августа 1924 года центр Юркевичского сельсовета Житковичского района Мозырского округа (до 26 июля 1930 года и с 21 июня 1935 года до 20 февраля 1938 года), с 20 февраля 1938 года Полесской, с 8 января 1954 года Гомельской областей. Размещалась пограничная комендатура. В 1930 году организован колхоз «Победа», действовали смолокурня и кузница. В 1932 году построено здание для начальной школы. Во время Великой Отечественной войны действовала подпольная группа. В феврале 1943 года немецкие оккупанты полностью сожгли деревню и убили 4 жителей. В бою возле деревни погибли 6 советских солдат и 7 партизан (похоронены в братской могиле в парке). 87 жителей погибли на фронтах. Согласно переписи 1959 года центр подсобного хозяйства Житковичского моторостроительного завода. Действуют участок Житковичского лесхоза, швейная мастерская, лесничество, средняя школа, библиотека, клуб, фельдшерско-акушерский пункт, отделение связи, 1 магазин.

## Население

### Численность
- 2004 год — 111 хозяйств, 254 жителя.

### Динамика
- 1834 год — 24 двора.
- 1897 год — в деревне — 309 жителей и в фольварке — 47 жителей (согласно переписи).
- 1908 год — 44 двора, 343 жителя.
- 1917 год — 380 жителей.
- 1925 год — 57 дворов.
- 1940 год — 88 дворов, 456 жителей.
- 1959 год — 515 жителей (согласно переписи).
- 2004 год — 111 хозяйств, 254 жителя.